# Accademia d'Italia

Villa Farnesina, sede dell'Accademia d'Italia

La Reale Accademia d'Italia è stata un'istituzione culturale italiana, operante tra il 1929 e il 1944, fondata durante il regime fascista e sua diretta emanazione, ispirata anche all'Académie française. 
Con la legge 755 del 1939 la Reale Accademia entrò in possesso del patrimonio dell'Accademia Nazionale dei Lincei, i cui soci vennero inseriti nell'organico come semplici soci aggregati. L'Accademia dei Lincei riacquistò la propria autonomia solo dopo la soppressione dell'Accademia d'Italia.
Sin dalla sua nascita nel 1929 ne hanno fatto parte personaggi come Enrico Fermi, Luigi Pirandello, Filippo Tommaso Marinetti, Pietro Mascagni e Bonaldo Stringher, a cui poi si aggiunsero nel corso del tempo Guglielmo Marconi, Gabriele D'Annunzio, Giuseppe Ungaretti, Gjergj Fishta e Massimo Bontempelli.
L'Accademia assegnò dal 1931 un apposito premio, il Premio Mussolini.

## Storia

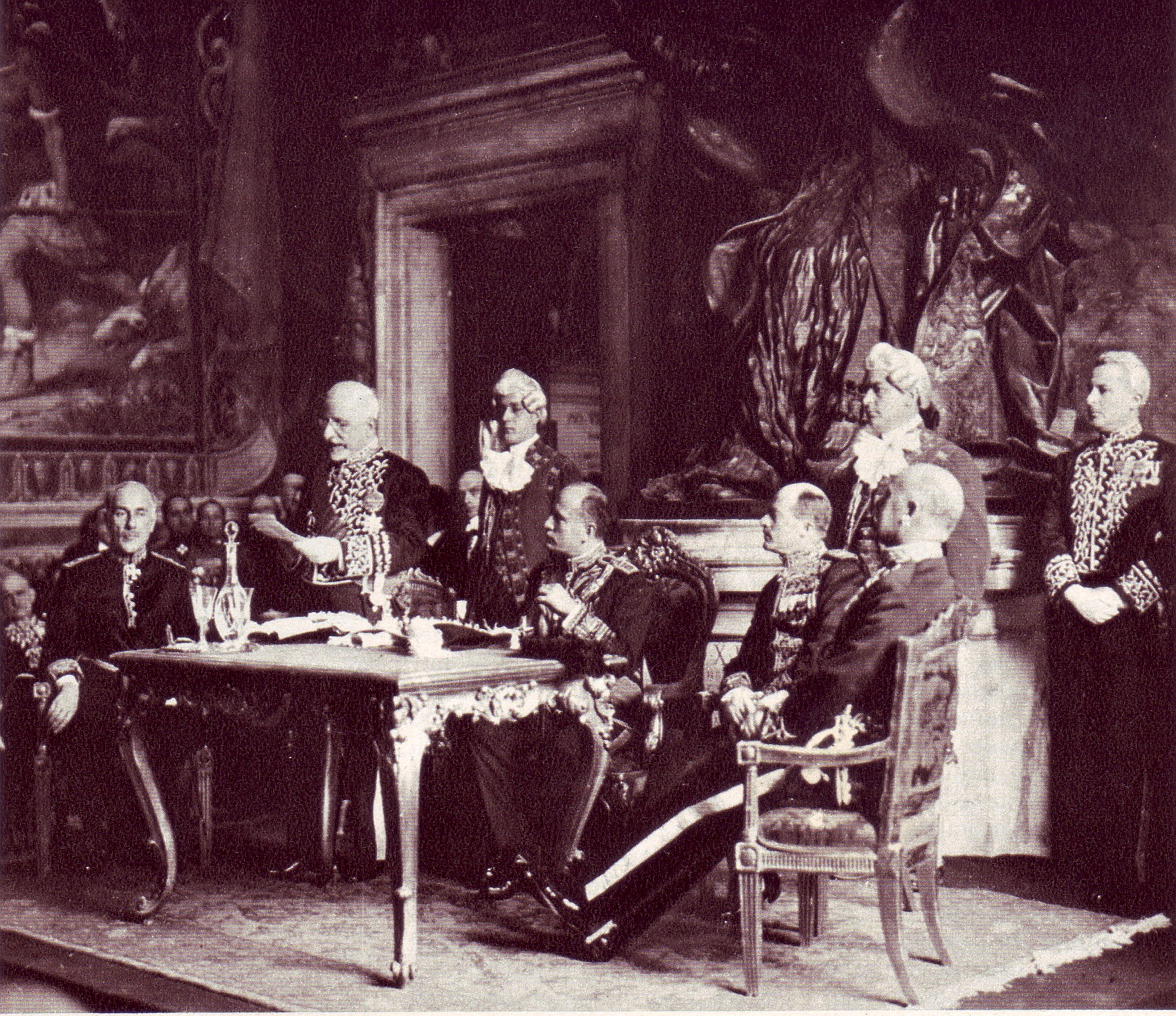
Il discorso inaugurale dell'Accademia d'Italia tenuto da Tommaso Tittoni

L'Accademia nasce con il regio decreto-legge del 7 gennaio 1926, ma è inaugurata solo il 28 ottobre del 1929 all'interno dello stabile di Villa Farnesina a Roma. 
Fondata con il compito di promuovere e coordinare il movimento intellettuale italiano nel campo delle scienze, delle lettere e delle arti, di conservare puro il carattere nazionale, secondo il genio e le tradizioni della stirpe e di favorirne l'espansione e l'influsso oltre i confini dello Stato (art. 2 dello Statuto).
.
Così Mussolini conclude, il 28 ottobre del 1929, il discorso con cui l'Accademia d'Italia «entra ufficialmente nella scena del mondo, si mette senz'altro al lavoro».
Nei primi anni di vita la preoccupazione principale è rappresentata dalla raccolta dei fondi necessari allo svolgimento delle attività istituzionali, e se ne trovano presso i fratelli Mario, Aldo e Vittorio Crespi (proprietari del Corriere della Sera) che istituiscono quattro premi annuali, intestati a Mussolini, ciascuno di 50.000 lire; e presso la Società Edison, che dona dieci milioni di lire per una Fondazione dedicata ad Alessandro Volta.
Secondo Mussolini il ritardo era da attribuirsi al ripristino della Villa e a una "preparazione spirituale".
La ragione però va ricercata nel fatto che le componenti del fascismo rimaste fedeli alle sue origini popolane e scamiciate, futuriste e antiretoriche mal digeriscono la feluca e Mussolini teme il ridicolo. Su Politica Sociale Margherita Sarfatti aveva espresso le sue perplessità nell'articolo: "Può l'Accademia non essere accademica?". Probabilmente contribuisce al ritardo anche il fatto che hanno rifiutato di entrarvi intellettuali come il filosofo Benedetto Croce ed il commediografo Roberto Bracco.
Ma alla fine del 1929 il regime, sentendosi più forte, specialmente dopo l'avvenuta conciliazione con la Santa Sede, può completare la rete delle iniziative e dei provvedimenti con cui tende a dominare tutta la vita culturale: in precedenza ha riorganizzato la Società Italiana degli Autori ed Editori e costituito la Federazione Nazionale Fascista dell'Industria Editoriale, ha regolamentato la stampa, ha dato vita ad una serie di riviste legate alle gerarchie del regime, ha fascistizzato la Federazione delle biblioteche popolari, ha fondato l'Istituto fascista di cultura.
Insieme all'Istituto dell'Enciclopedia Italiana, fondato nel 1925 e che dal 1929 inizia la pubblicazione dell'omonima opera, l'Accademia d'Italia completa il sistema di condizionamento culturale della società italiana, svolgendo una funzione di propaganda, specialmente all'estero, e aiutando a stringere buoni rapporti tra il potere e le forze intellettuali, prima tiepide o anche contrarie al regime.
Giorgio Galli ha scritto ne I partiti politici: "l'Accademia d'Italia, trasforma quelli che erano stati gli intellettuali critici e innovatori in personaggi ufficiali paludati sul modello di quelli tipici della Francia borghese (gli pseudo immortali dell'Académie)".

## Scopo
Secondo l'art. 2 dello statuto, "L'Accademia d'Italia ha per iscopo di promuovere e coordinare il movimento intellettuale italiano nel campo delle scienze, delle lettere e delle arti, di conservarne puro il carattere nazionale, secondo il genio e le tradizioni della stirpe e di favorirne l'espansione e l'influsso oltre i confini dello Stato".

## Organizzazione
Gli accademici saranno sessanta, nominati a vita con decreto reale su proposta del capo del governo. Godranno di un assegno annuo di 36.000 lire oltre ai gettoni di presenza. Nelle pubbliche funzioni e cerimonie indosseranno l'uniforme. Il primo gruppo di trenta accademici proviene in prevalenza dai Lincei; successivamente saranno cooptati idealisti, nazionalisti, spiritualisti e futuristi. Nel corso degli anni trenta si registra l'inserimento di ecclesiastici, da Lorenzo Perosi al cardinale Pietro Gasparri. L'Accademia viene divisa in quattro classi di quindici membri ciascuna: scienze fisiche, matematiche e naturali; scienze morali e storiche; lettere; arti.
L'Accademia promosse dal 1931 il Premio Mussolini, assegnato ogni anno per ciascuna delle quattro classi.

## I primi accademici
I primi accademici, tutti nominati nel 1929 direttamente da Mussolini, con Decreto presidente del Consiglio 18 marzo 1929, furono: Antonio Beltramelli, Pietro Bonfante, Filippo Bottazzi, Armando Brasini, Pietro Canonica, Francesco Coppola, Giotto Dainelli Dolfi, Salvatore Di Giacomo, Enrico Fermi, Carlo Formichi, Umberto Giordano, Alessandro Luzio, Antonio Mancini, Filippo Tommaso Marinetti, Pietro Mascagni, Francesco Orestano, Alfredo Panzini, Nicola Parravano, Marcello Piacentini, Luigi Pirandello, Pietro Romualdo Pirotta, Ettore Romagnoli, Giulio Aristide Sartorio, Francesco Severi, Bonaldo Stringher, Alfredo Trombetti, Giancarlo Vallauri, Gioacchino Volpe e Adolfo Wildt.

## Presidenti
|                           |                             |                               |                           |                            |                                 |
| Tommaso Tittoni 1929-1930 | Guglielmo Marconi 1930-1937 | Gabriele D'Annunzio 1937-1938 | Luigi Federzoni 1938-1943 | Giovanni Gentile 1943-1944 | Giotto Dainelli Dolfi 1944-1945 |

La vicenda dell'Accademia d'Italia è segnata da tre presidenze significative: Marconi, D'Annunzio e Federzoni.
Guglielmo Marconi succede, il 19 settembre 1930, alla breve presidenza di Tommaso Tittoni, uomo della vecchia destra liberale, ministro degli Esteri con Giolitti.
Alla morte improvvisa di Marconi, Mussolini decide di affidare la presidenza a D'Annunzio, una presidenza breve ma non priva di curiosi risvolti.
D'Annunzio non aveva mai preso la tessera del partito (se si prescinde da un'iniziale, effimera adesione al fascio di Fiume), e d'altra parte a molti fascisti dava fastidio la sua cultura "infranciosata" e decadente, il suo erotismo che aveva l'aria di una versione corrotta della virilità romana, l'atteggiamento indisciplinato e anarcoide.
Per anni aveva giurato che mai avrebbe accettato di diventare membro dell'Accademia (che chiamava: la "mangiatoia degli Acca") ma non ha la forza di rifiutarne la presidenza. Tenta dapprima di limitarla a quella onoraria, ma il 20 settembre del 1937 Mussolini gli scrive: "non credo sia il caso. Tu non puoi né devi scendere a questo compito di figurante. Non è nel tuo stile e nemmeno nel mio". La presidenza del D'Annunzio, però, si limita, per quello che riguarda le sue funzioni di ordinaria amministrazione, alla nomina di un vice; il poeta non mette mai piede alla Farnesina. Allorché Vittorio Emanuele emette il decreto di nomina, il Vate gli manda un messaggio: "Gli anni e le malattie hanno resa la mia voce rauca e fievole; forse ritornerà alta e bella nell'ultima parola formulata dalla Morte".
Al funerale del poeta, scomparso nel marzo del 1938, Mussolini vestirà l'uniforme dell'Accademia.
Nell'aprile 1938 è nominato presidente Luigi Federzoni, presidente del Senato e più volte ministro, il quale è tutt'altro che soddisfatto perché deve lasciare il Senato per l'incompatibilità delle cariche.
Con Federzoni, l'apparente autonomia della cultura dalla politica, che sembrava caratterizzare l'azione di Marconi, lascia il posto alla piena e palese accettazione del compito "imperiale" di dare una base culturale alle imprese dell'Italia di Mussolini (realizzando, per dirla con il linguaggio del consiglio direttivo dell'istituzione, "la perfetta aderenza dell'Accademia ai problemi relativi alla posizione storica della nazione").
Pur non cessando di dare buoni frutti culturali, l'Accademia si allinea a tutte le battaglie del regime: quella del "voi" contro il "lei", quella contro le "parole esotiche", quella per l'architettura piacentiniana.
La legge n. 755 dell'8 giugno 1939 sancisce la fusione della Reale Accademia nazionale dei Lincei con la Reale Accademia d'Italia. Di fatto l'Accademia Nazionale dei Lincei è sciolta e assimilata dall'Accademia d'Italia, e i suoi membri aggregati a quest'ultima.
Il 22 maggio 1940, alla vigilia dell'entrata in guerra, l'alto consesso approva all'unanimità un messaggio che esprime al Duce "la certezza delle nuove e più alte mete alle quali egli condurrà la Patria Fascista", e pone al servizio di questa tutte le proprie energie di fede, di pensiero e di opere per unirsi allo sforzo compatto ed appassionato dell'intero popolo italiano.
Poi le esigenze della guerra prendono il primo posto e culturalmente scende la notte.
La presidenza di Federzoni si chiude il 25 luglio 1943: avendo egli appoggiato l'Ordine del giorno Grandi, il 24 febbraio del 1944 un decreto del Duce lo destituisce da membro dell'Accademia (assieme ad Alberto De Stefani ed ai membri aggregati De Vecchi e Bottai).
Il suo posto è preso nel novembre 1943 da Giovanni Gentile, con il quale inizia l'ultimo capitolo dell'Accademia. Gli Alleati avanzano e nel gennaio del 1944 Gentile trasferisce a Firenze, in palazzo Serristori, la sede dell'istituzione. Da qui Gentile lavora all'emanazione di una serie di decreti vólti a riformarne l'organizzazione, tra cui quello che prevede la ricostituzione dell'Accademia dei Lincei come istituzione aggregata all'Accademia d'Italia (ora non più Reale). Questa e altre riforme non vedranno la luce, in quanto il 15 aprile dello stesso anno il filosofo cade vittima di un attentato gappista. A sostituirlo è chiamato Giotto Dainelli Dolfi, che ne è l'ultimo presidente.

## La soppressione

Leonida Tonelli, uno degli ultimi premiati dell'Accademia

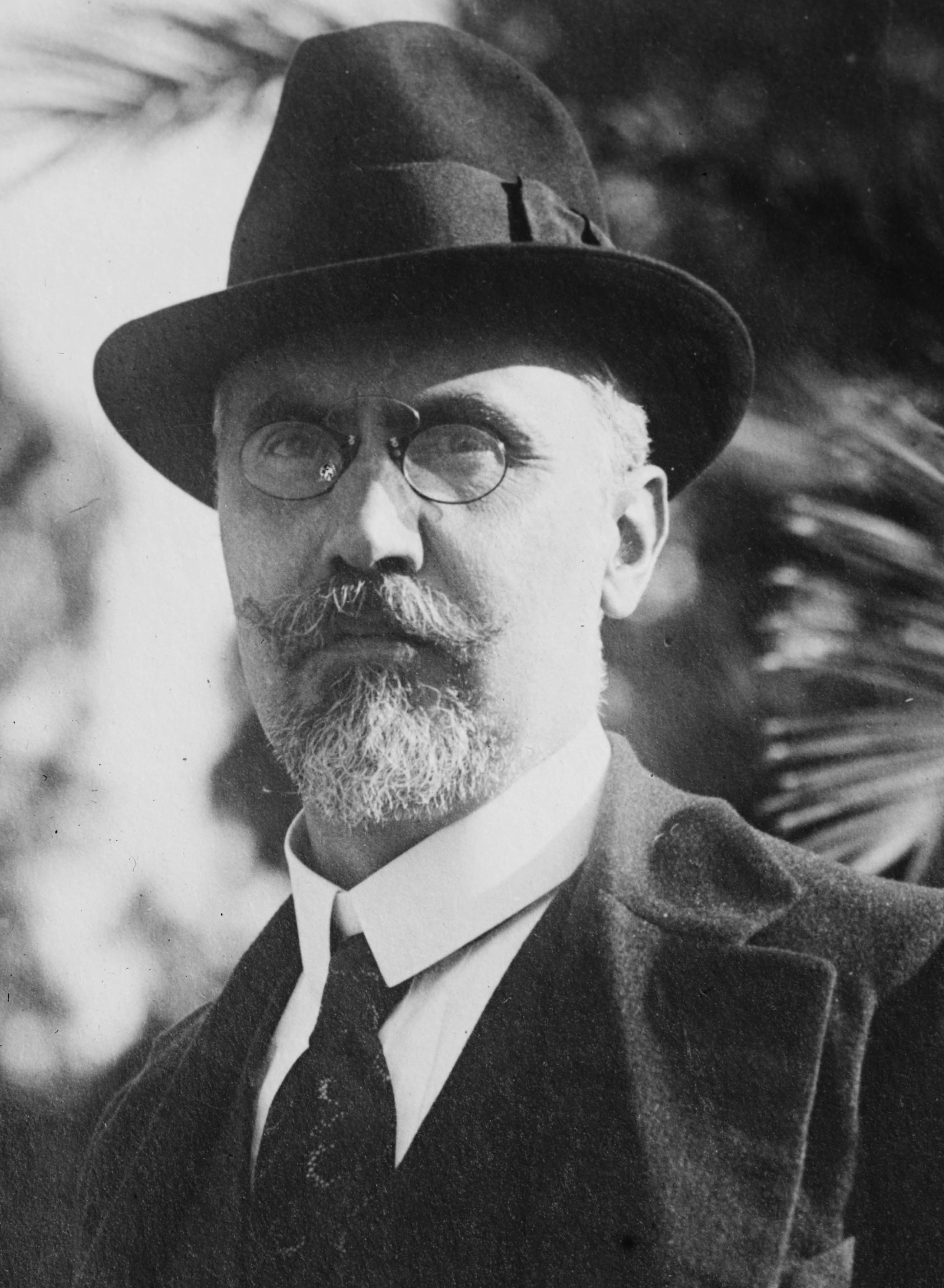
Ivanoe Bonomi soppresse l'Accademia nel 1944

Giotto Dainelli Dolfi è nominato con "poteri commissariali per l'amministrazione ordinaria e straordinaria dell'Ente e delle istituzioni annesse"; ricopre contemporaneamente la carica di podestà di Firenze e non ha la notorietà dei predecessori, pur essendo un valente professore di geografia fisica. Egli prende con impegno la nomina ed il 21 aprile 1944 conferisce i premi annuali al matematico Leonida Tonelli e allo scrittore Marino Moretti. Nel giugno Dainelli decide di trasferire l'Accademia al nord, prima a Bergamo, poi a Villa Carlotta nei pressi di Tremezzo, sul lago di Como.
Il camion per Bergamo viene centrato durante un bombardamento e si perdono così sull'Appennino i documenti dell'Accademia. Questa notizia si deve a una lettera, datata 20 giugno 1947, del cancelliere dell’Accademia dei Lincei, Raffaello Morghen al direttore generale delle accademie e biblioteche, G. Gaetani d’Aragona, che chiedeva informazioni relative ad alcune pubblicazioni di Antonio Baldacci, depositate nell’Accademia d’Italia, in cui si legge che “nell’ultima spedizione di materiali della segreteria da Roma a Firenze, (…) l’autocarro venne bombardato e incendiato tra Arezzo e Firenze e tutti i materiali andarono perduti”. Ma come precisano le curatrici dell'inventario dell'archivio dell'Accademia, riordinato e poi pubblicato nel 2005: "Fortunatamente questa affermazione si è rivelata infondata per quanto concerne la documentazione dell’archivio. Leggendo le carte precedenti i trasferimenti che l’accademia, per le note vicende storiche e politiche, dovette affrontare, prima a Firenze e poi a Tremezzo, emerge che particolare attenzione fu invece riservata alla conservazione della documentazione. Di certo alcuni materiali andarono perduti nel corso del viaggio a Firenze, si pensa soprattutto agli allegati delle domande per i premi" (p. LXI).
Il 28 settembre 1944, il Governo Bonomi II emana due decreti legislativi che sanciscono rispettivamente la soppressione dell'Accademia d'Italia e la ricostituzione dell'Accademia Nazionale dei Lincei. L'Accademia d'Italia proseguì le sue attività, limitatamente all'ambito della Repubblica Sociale Italiana, fino alla Liberazione.

## L'uniforme degli accademici
Alcune settimane prima dell'inaugurazione ufficiale dell'Accademia, nel settembre 1929, il regime incarica gli organi d'informazione quotidiana di divulgare la notizia relativa all'"uniforme" che i futuri accademici dovranno indossare nelle occasioni ufficiali con la nota seguente. La Gazzetta Ufficiale del Regno d'Italia pubblica il decreto che stabilisce l'uniforme degli accademici d'Italia e il suo uso nelle pubbliche funzioni e cerimonie. Tale uniforme consiste in un abito a spada in uso nelle uniformi civili, di panno turchino (bleu de roi) abbottonato con una sola fila di nove bottoni. Ricami d'argento su disegni di quercia al petto e sulle falde con ornamento, al posto delle tasche, collo e paramani, fioroni e bacchetta intorno all'abito, bottoni argentati, pantalone di panno turchino con bande di gallone d'argento, bicorno con nastro di seta nera, piumata in argento, coccarda nazionale, spada con elsa argentata e impugnatura d'avorio, porta spada a cartoccio. Il mantello è di panno con bavero di velluto. Quanto alle variante per il presidente ed i vice-presidenti, il primo aggiunge intorno al petto e al collo una guida uguale a quella delle falde, aggiunge sulle maniche sopra al paramano due guide simili e porta piuma bianca al cappello. I vice-presidenti aggiungono sulle maniche, sopra al paramano, una guida come sopra.

## Accademici d'Italia
Elenco completo degli accademici dell'Accademia d'Italia aggiornato al luglio 1939.
| Immagine | Accademico d'Italia          | Nomina            | Classe                                               | Professione                                                  | Note biografiche |
| -------- | ---------------------------- | ----------------- | ---------------------------------------------------- | ------------------------------------------------------------ | --- |
|          | Dionisio Anzilotti           | 27 settembre 1929 | Classe delle scienze morali e storiche               | giurista                                                     | Studioso di diritto internazionale |
|          | Antonio Baldini              | 12 giugno 1939    | Classe delle Lettere                                 | scrittore, giornalista e saggista                            | Ricevette il "premio Mussolini" per le lettere dell'Accademia d'Italia, nel 1937.                                                                                                 |
|          | Cesare Bazzani               | 27 settembre 1929 | Classe delle Arti                                    | architetto e ingegnere                                       | Bazzani è stato uno dei maggiori e più prolifici artefici dell'architettura pubblica italiana del primo Novecento.                                                                |
|          | Antonio Beltramelli          | 18 marzo 1929     | Classe delle Lettere                                 | poeta e giornalista                                          | Corrispondente del Corriere della Sera dal 1907 al 1910, viaggiò in varie nazioni.                                                                                                |
|          | Rodolfo Benini               | 29 marzo 1932     | Classe delle scienze morali e storiche               | statistico                                                   | Membro onorario dell'ISTAT, dell'Istituto Veneto di Scienze, Lettere ed Arti e della Società Geografica Italiana.                                                                 |
|          | Giulio Bertoni               | 29 marzo 1932     | Classe delle Lettere                                 | linguista, filologo e critico letterario                     | Membro del comitato di redazione dell'Atlante linguistico italiano, direzione della sezione di Linguistica della Enciclopedia Italiana (1925-1937).                               |
|          | Emilio Bianchi               | 3 marzo 1934      | Classe delle scienze fisiche, matematiche e naturali | astronomo                                                    | Direttore dell'Osservatorio Astronomico di Brera, Presidente del Comitato per l'Astronomia e Geodesia del Consiglio Nazionale delle Ricerche, della Società Astronomica Italiana. |
|          | Ettore Bignone               | 16 aprile 1939    | Classe delle scienze morali e storiche               |                                                              | . |
|          | Giovanni Battista Bonino     | 6 aprile 1939     | Classe delle scienze fisiche, matematiche e naturali |                                                              | |
|          | Pietro Bonfante              | 18 marzo 1929     | Classe delle scienze morali e storiche               |                                                              | . |
|          | Massimo Bontempelli          | 23 ottobre 1930   | Classe delle Lettere                                 |                                                              | Ne verrà espulso all'indomani della promulgazione delle Leggi Razziali fasciste, cui è radicalmente contrario.                                                                    |
|          | Filippo Bottazzi             | 18 marzo 1929     | Classe delle scienze fisiche, matematiche e naturali |                                                              | . |
|          | Armando Brasini              | 18 marzo 1929     | Classe delle Arti                                    |                                                              | . |
|          | Pietro Canonica              | 18 marzo 1929     | Classe delle Arti                                    |                                                              | . |
|          | Felice Carena                | 20 aprile 1933    | Classe delle Arti                                    |                                                              | . |
|          | Armando Carlini              | 12 giugno 1939    | Classe delle scienze morali e storiche               |                                                              | . |
|          | Emilio Cecchi                | 30 maggio 1940    | Classe delle Lettere                                 |                                                              | . |
|          | Francesco Cilea              | 6 aprile 1939     | Classe delle Arti                                    |                                                              | . |
|          | Guelfo Civinini              | 12 giugno 1939    | Classe delle Lettere                                 |                                                              | . |
|          | Carlo Conti Rossini          | 29 maggio 1939    | Classe delle scienze morali e storiche               | orientalista, funzionario pubblico                           | Direttore Generale del Tesoro (1917-25), studioso di storia e cultura dell'Etiopia                                                                                                |
|          | Francesco Coppola            | 18 marzo 1929     | Classe delle scienze morali e storiche               | giornalista, politico, professore universitario              | esponente del nazionalismo italiano, aderì poi al fascismo |
|          | Gaetano Arturo Crocco        | 29 marzo 1932     | Classe delle scienze fisiche, matematiche e naturali | militare, scienziato, professore universitario               | pioniere dell'aeronautica e della propulsione a razzo |
|          | Giotto Dainelli Dolfi        | 18 marzo 1929     | Classe delle scienze fisiche, matematiche e naturali | professore universitario                                     | geologo e geografo, esploratore in Africa Orientale e Asia, presidente della Società Geologica Italiana                                                                           |
|          | Lucio D'Ambra                | 19 aprile 1937    | Classe delle Lettere                                 | scrittore, regista, produttore cinematografico               | . |
|          | Gabriele D'Annunzio          | 12 novembre 1937  | Classe delle Lettere                                 | poeta, scrittore, drammaturgo                                | . |
|          | Arturo Dazzi                 | 19 aprile 1937    | Classe delle Arti                                    | scultore e pittore                                           | . |
|          | Dante De Blasi               | 27 settembre 1929 | Classe delle scienze fisiche, matematiche e naturali | professore universitario                                     | immunologo, batteriologo, igienista |
|          | Alberto De Stefani           | 29 marzo 1932     | Classe delle scienze morali e storiche               | economista e politico                                        | ministro delle Finanze e del Tesoro dal 1922 al 1925 |
|          | Salvatore Di Giacomo         | 18 marzo 1929     | Classe delle Lettere                                 | poeta e drammaturgo                                          | importante autore di poesia in lingua napoletana |
|          | Antonio Dionisi              | 27 settembre 1929 | Classe delle scienze fisiche, matematiche e naturali | professore universitario                                     | medico e patologo, autore di ricerche sulla malaria |
|          | Francesco Ercole             | 12 giugno 1939    | Classe delle scienze morali e storiche               | professore universitario, politico                           | storico del medioevo, ministro dell'Educazione Nazionale tra il 1932 e il 1935 |
|          | Ramiro Fabiani               | 12 giugno 1939    | Classe delle scienze fisiche, matematiche e naturali | professore universitario                                     | geologo e paleontologo |
|          | Arturo Farinelli             | 27 settembre 1929 | Classe delle scienze fisiche, matematiche e naturali | professore universitario                                     | critico letterario, germanista |
|          | Luigi Federzoni              | 7 marzo 1938      | Classe delle scienze morali e storiche               | politico, scrittore                                          | uno dei principali esponenti del nazionalismo italiano, aderì al fascismo e ricoprì importanti cariche politiche e culturali                                                      |
|          | Enrico Fermi                 | 18 marzo 1929     | Classe delle scienze fisiche, matematiche e naturali | professore universitario, ricercatore                        | fisico, uno tra i più importanti studiosi di fisica nucleare, premio Nobel per la fisica nel 1938                                                                                 |
|          | Ferruccio Ferrazzi           | 20 aprile 1933    | Classe delle Arti                                    | pittore e scultore                                           | . |
|          | Giorgio Fishta               | 12 giugno 1939    | Classe delle Lettere                                 | poeta                                                        | uno dei più influenti poeti albanesi del XX secolo |
|          | Carlo Formichi               | 18 marzo 1929     | Classe delle Lettere                                 | professore universitario                                     | orientalista, studiò la cultura dell'India |
|          | Pietro Gasparri              | 20 aprile 1933    | Classe delle scienze morali e storiche               | religioso e diplomatico                                      | arcivescovo e cardinale, dal 1914 Segretario di Stato della Santa Sede, firmatario per la Santa Sede dei Patti Lateranensi                                                        |
|          | Angelo Gatti                 | 19 aprile 1937    | Classe delle Lettere                                 | militare, scrittore                                          | ufficiale durante la Prima Guerra Mondiale, scrisse saggi di argomento militare e opere di narrativa                                                                              |
|          | Pietro Gaudenzi              | 12 giugno 1939    | Classe delle Arti                                    | pittore                                                      | . |
|          | Francesco Giordani           | 23 ottobre 1930   | Classe delle scienze fisiche, matematiche e naturali | professore universitario                                     | chimico, si occupò prevalentemente di elettrochimica, fu presidente del Consiglio Nazionale delle Ricerche                                                                        |
|          | Umberto Giordano             | 18 marzo 1929     | Classe delle Arti                                    | compositore                                                  | uno dei principali esponenti del verismo musicale |
|          | Giovanni Giorgi              | 6 aprile 1939     | Classe delle scienze fisiche, matematiche e naturali | professore universitario, ingegnere                          | si occupò specialmente di elettromagnetismo e propose un nuovo sistema di unità di misura                                                                                         |
|          | Gustavo Giovannoni           | 22 marzo 1934     | Classe delle Arti                                    | professore universitario, architetto                         | . |
|          | Camillo Guidi                | 27 settembre 1929 | Classe delle scienze fisiche, matematiche e naturali | professore universitario                                     | ingegnere, studioso di scienza delle costruzioni |
|          | Michelangelo Guidi           | 12 giugno 1939    | Classe delle scienze morali e storiche               | professore universitario                                     | islamista e arabista |
|          | Pasquale Jannaccone          | 23 ottobre 1930   | Classe delle scienze morali e storiche               | professore universitario                                     | economista |
|          | Biagio Longo                 | 12 giugno 1939    | Classe delle scienze fisiche, matematiche e naturali | professore universitario                                     | botanico, si occupò soprattutto di anatomia ed embriologia vegetali e di coltivazione di piante officinali                                                                        |
|          | Antonino Lo Surdo            | 12 giugno 1939    | Classe delle scienze fisiche, matematiche e naturali | professore universitario                                     | fisico, si occupò soprattutto di geofisica, fu uno dei fondatori dell'Istituto Nazionale di Geofisica e suo primo direttore                                                       |
|          | Alessandro Luzio             | 18 marzo 1929     | Classe delle scienze morali e storiche               | giornalista, storico, archivista                             | . |
|          | Amedeo Maiuri                | 12 giugno 1939    | Classe delle scienze morali e storiche               | archeologo, funzionario pubblico                             | Si occupò di scavi archeologici nell'Egeo e in Campania |
|          | Antonio Mancini              | 18 marzo 1929     | Classe delle Arti                                    | pittore                                                      | . |
|          | Vincenzo Manzini             | 12 giugno 1939    | Classe delle scienze morali e storiche               | avvocato, professore universitario                           | studioso di diritto e procedura penale, tra il 1928 e il 1930 contribuì alla redazione del Codice penale e del Codice di procedura penale                                         |
|          | Luigi Marangoni              | 12 giugno 1939    | Classe delle Arti                                    | ingegnere e restauratore                                     | |
|          | Concetto Marchesi            | 12 giugno 1939    | Classe delle Lettere                                 | professore universitario                                     | Latinista |
|          | Guglielmo Marconi            | 19 settembre 1930 | Classe delle scienze fisiche, matematiche e naturali | inventore                                                    | uno dei primi realizzatori di sistemi di comunicazione via radio, premio Nobel per la fisica nel 1909                                                                             |
|          | Filippo Tommaso Marinetti    | 18 marzo 1929     | Classe delle Lettere                                 | poeta, scrittore, drammaturgo                                | fondatore del movimento futurista |
|          | Pietro Mascagni              | 18 marzo 1929     | Classe delle Arti                                    | compositore e direttore d'orchestra                          | uno dei più noti compositori del periodo a cavallo tra '800 e '900 |
|          | Francesco Messina            | 1943              | Classe delle arti                                    | scultore e direttore accademia di brera dal 1936             | |
|          | Federico Millosevich         | 12 giugno 1939    | Classe delle scienze fisiche, matematiche e naturali | professore universitario                                     | mineralogista |
|          | Giovanni Muzio               | 12 giugno 1939    | Classe delle Arti                                    | architetto                                                   | esponente rappresentativo della corrente tradizionalista che caratterizzò l'architettura italiana degli anni venti e trenta                                                       |
|          | Carlo Alfonso Nallino        | 20 marzo 1932     | Classe delle scienze morali e storiche               | professore universitario                                     | islamista e arabista |
|          | Ada Negri                    | 1940              | Classe delle Lettere                                 | poetessa, scrittrice                                         | |
|          | Angiolo Silvio Novaro        | 27 settembre 1929 | Classe delle Lettere                                 | poeta, scrittore, traduttore                                 | . |
|          | Ugo Ojetti                   | 23 ottobre 1930   | Classe delle Lettere                                 | scrittore, giornalista, critico d'arte                       | . |
|          | Francesco Orestano           | 18 marzo 1929     | Classe delle scienze morali e storiche               | professore universitario                                     | filosofo, vicino al futurismo e al fascismo, docente di etica |
|          | Alfredo Panzini              | 18 marzo 1929     | Classe delle Lettere                                 | docente liceale, scrittore, critico letterario, lessicografo | . |
|          | Giovanni Papini              | 19 aprile 1937    | Classe delle Lettere                                 | scrittore, poeta, saggista                                   | Intellettuale controverso e discusso, da posizioni di avanguardia (futurismo, post-decadentismo) e ateismo passò al cattolicesimo, al conservatorismo e aderì al fascismo         |
|          | Roberto Paribeni             | 27 settembre 1929 | Classe delle scienze morali e storiche               | archeologo, funzionario pubblico                             | compì scavi in Italia e altri paesi dell'area mediterranea, fu direttore generale delle Antichità e belle arti                                                                    |
|          | Nicola Parravano             | 18 marzo 1929     | Classe delle scienze fisiche, matematiche e naturali | professore universitario                                     | chimico |
|          | Cesare Pascarella            | 23 ottobre 1930   | Classe delle Lettere                                 | poeta, pittore, viaggiatore                                  | importante autore di sonetti in romanesco |
|          | Francesco Pastonchi          | 12 giugno 1939    | Classe delle Lettere                                 | poeta e critico letterario                                   | . |
|          | Federico Patetta             | 20 aprile 1933    | Classe delle scienze morali e storiche               | professore universitario                                     | si occupò principalmente di storia del diritto nel medioevo |
|          | Paolo Emilio Pavolini        | 23 ottobre 1930   | Classe delle Lettere                                 | filologo e traduttore                                        | studioso di lingue e letterature nordiche e orientali |
|          | Lorenzo Perosi               | 23 ottobre 1930   | Classe delle Arti                                    | compositore                                                  | autore di musica sacra, esponente principale del Movimento Ceciliano |
|          | Silvio Perozzi               | 23 ottobre 1930   | Classe delle scienze morali e storiche               | professore universitario                                     | storico del diritto romano |
|          | Giuseppe Pession             | 19 aprile 1937    | Classe delle scienze fisiche, matematiche e naturali | militare, professore universitario                           | ufficiale di marina, docente di radiotelegrafia, direttore generale delle poste e telegrafi                                                                                       |
|          | Raffaele Pettazzoni          | 10 aprile 1933    | Classe delle scienze morali e storiche               | professore universitario                                     | storico delle religioni, uno dei primi studiosi di questa materia in Italia |
|          | Marcello Piacentini          | 18 marzo 1929     | Classe delle Arti                                    | architetto e urbanista                                       | fu il principale rappresentante dello stile architettonico monumentale sostenuto dal regime fascista                                                                              |
|          | Giuseppe Pianese             | 21 marzo 1932     | Classe delle scienze fisiche, matematiche e naturali | professore universitario                                     | studioso di anatomia patologica |
|          | Luigi Pirandello             | 18 marzo 1929     | Classe delle Lettere                                 | drammaturgo e scrittore                                      | Premio Nobel per la letteratura nel 1934 |
|          | Pietro Romualdo Pirotta      | 18 marzo 1929     | Classe delle scienze fisiche, matematiche e naturali | professore universitario                                     | botanico |
|          | Ildebrando Pizzetti          | 12 giugno 1939    | Classe delle Arti                                    | compositore e musicologo                                     | . |
|          | Ottorino Respighi            | 29 marzo 1932     | Classe delle Arti                                    | compositore e direttore d'orchestra                          | . |
|          | Salvatore Riccobono          | 29 marzo 1932     | Classe delle scienze morali e storiche               | professore universitario                                     | giurista, studioso di diritto romano |
|          | Ettore Romagnoli             | 18 marzo 1929     | Classe delle Lettere                                 | professore universitario                                     | grecista e letterato |
|          | Romano Romanelli             | 23 ottobre 1930   | Classe delle Arti                                    | scultore                                                     | . |
|          | Pietro Rondoni               | 22 marzo 1934     | Classe delle scienze fisiche, matematiche e naturali | professore universitario                                     | patologo e oncologo |
|          | Achille Russo                | 12 giugno 1939    | Classe delle scienze fisiche, matematiche e naturali | professore universitario                                     | zoologo |
|          | Giulio Aristide Sartorio     | 18 marzo 1929     | Classe delle Arti                                    | pittore, scultore, regista cinematografico                   | . |
|          | Luigi Amedeo di Savoia-Aosta | 23 ottobre 1930   | Classe delle scienze fisiche, matematiche e naturali | ammiraglio, esploratore, alpinista                           | . |
|          | Alfredo Schiaffini           | 12 giugno 1939    | Classe delle Lettere                                 | professore universitario                                     | filologo e linguista |
|          | Attilio Selva                | 29 marzo 1932     | Classe delle Arti                                    | scultore                                                     | . |
|          | Francesco Severi             | 18 marzo 1929     | Classe delle scienze fisiche, matematiche e naturali | professore universitario                                     | matematico |
|          | Filippo Silvestri            | 6 aprile 1939     | Classe delle scienze fisiche, matematiche e naturali | entomologo                                                   | . |
|          | Renato Simoni                | 6 aprile 1939     | Classe delle Lettere                                 | giornalista, commediografo, poeta, regista teatrale          | coautore del libretto della Turandot di Puccini |
|          | Ardengo Soffici              | 29 maggio 1939    | Classe delle Arti                                    | pittore, scrittore, poeta                                    | . |
|          | Carlo Somigliana             | 12 giugno 1939    | Classe delle scienze fisiche, matematiche e naturali | professore universitario                                     | matematico e fisico |
|          | Bonaldo Stringher            | 18 marzo 1929     | Classe delle scienze morali e storiche               | politico, economista                                         | Direttore generale e poi primo Governatore della Banca d'Italia |
|          | Ettore Tito                  | 27 settembre 1929 | Classe delle Arti                                    | pittore e scultore                                           | . |
|          | Tommaso Tittoni              | 18 marzo 1929     | Classe delle scienze morali e storiche               | diplomatico e politico                                       | . |
|          | Domenico Trentacoste         | 29 marzo 1932     | Classe delle Arti                                    | scultore, docente di arte                                    | . |
|          | Alfredo Trombetti            | 18 marzo 1929     | Classe delle Lettere                                 | professore universitario                                     | glottologo |
|          | Giuseppe Tucci               | 27 settembre 1929 | Classe delle Lettere                                 | esploratore e orientalista                                   | tibetologo |
|          | Giuseppe Ungaretti           | 1942              | Classe delle Lettere                                 | poeta, scrittore, traduttore                                 | . |
|          | Vincenzo Ussani              | 12 giugno 1939    | Classe delle Lettere                                 | professore universitario                                     | filologo, latinista |
|          | Giancarlo Vallauri           | 18 marzo 1929     | Classe delle scienze fisiche, matematiche e naturali | professore universitario, militare                           | si occupò soprattutto di elettrotecnica e di comunicazioni radio |
|          | Gioacchino Volpe             | 18 marzo 1929     | Classe delle scienze morali e storiche               | storico, politico                                            | . |
|          | Adolfo Wildt                 | 18 marzo 1929     | Classe delle Arti                                    | scultore                                                     | . |
|          | Angelo Zanelli               | 12 giugno 1939    | Classe delle Arti                                    | scultore                                                     | . |